# Rosvitha Okou
Rosvitha Okou (ur. 5 sierpnia 1986 w Gagnoa) – iworyjska lekkoatletka specjalizująca się w sprinterskich biegach płotkarskich. Do czerwca 2012 roku reprezentowała Francję.
Bez powodzenia startowała na mistrzostwach Europy juniorów w roku 2005. Siedem lat później, po zmianie barw narodowych, startowała na mistrzostwach Afryki w Porto-Novo, na których zajęła 6. miejsce. W tym samym roku nie przeszła przez eliminacje podczas igrzysk olimpijskich w Londynie. Srebrna medalistka mistrzostw Afryki w Marrakeszu (2014). W 2015 zdobyła brąz w sztafecie 4 × 100 metrów podczas igrzysk afrykańskich w Brazzaville.

## Osiągnięcia
| Rok  | Impreza                               | Miejsce     | Konkurencja                     | Lokata     | Wynik |
| ---- | ------------------------------------- | ----------- | ------------------------------- | ---------- | ----- |
| 2005 | Mistrzostwa Europy juniorów młodszych | Kowno       | bieg na 100 metrów przez płotki | eliminacje | 14,89 |
| 2012 | Mistrzostwa Afryki                    | Porto-Novo  | bieg na 100 metrów przez płotki | 6. miejsce | 13,74 |
| 2012 | Igrzyska olimpijskie                  | Londyn      | bieg na 100 metrów przez płotki | eliminacje | 13,62 |
| 2014 | Mistrzostwa Afryki                    | Marrakesz   | bieg na 100 metrów przez płotki | 2. miejsce | 13,26 |
| 2015 | Igrzyska afrykańskie                  | Brazzaville | bieg na 100 metrów przez płotki | 4. miejsce | 13,32 |
| 2015 | Igrzyska afrykańskie                  | Brazzaville | sztafeta 4 × 100 metrów         | 3. miejsce | 43,98 |

## Rekordy życiowe
- Bieg na 60 metrów przez płotki (hala) – 8,17 (2014) rekord Wybrzeża Kości Słoniowej
- Bieg na 100 metrów przez płotki – 13,13 (2011)